# Narodni park Yala
Narodni park Yala je najbolj obiskan in drugi največji narodni park na Šrilanki. Park je sestavljen iz petih območij (blokov), od katerih sta dva odprta za javnost in tudi nekaj sosednjih parkov. Območja imajo posamezna imena, kot so Narodni park Ruhuna (območje I.) in Narodni park Kumana ali "Yala vzhod" za sosednje območje. Nahaja se v jugovzhodnem delu države in meji na Indijski ocean ter leži v upravnih enotah Južna pokrajina in pokrajina Uva. Park obsega 979 kvadratnih kilometrov in je približno 300 kilometrov oddaljen od Kolomba. Park Yala je bil najprej leta 1900 razglašen kot rezervat za prosto živeče živali, skupaj z Wilpattom pa je bil eden prvih dveh narodnih parkov na Šrilanki, ki sta bila ustanovljena leta 1938. Park je najbolj znan po svoji raznolikosti divjih živali. Pomemben je za ohranjanje šrilanških slonov (Elephas maximus maximus),  šrilanskih leopardov (Panthera pardus) in vodnih ptic. 
V bližini parka Yala je še šest narodnih parkov in tri zaščitena območja. Med največjimi je narodni park Lunugamvehera.
Park se nahaja v suhem polpuščavskem podnebju, dež pada predvsem med severovzhodnim monsunom. Yala gosti različne ekosisteme, ki segajo od vlažnih monsunskih gozdov do sladkovodnih in morskih mokrišč. Je eden od 70 pomembnih območij za ptice na Šrilanki. Yala gosti 215 vrst ptic, vključno s šestimi endemičnimi vrstami. Število sesalcev, ki so bili zabeleženi v parku je 44 in ima eno največjih gostot leoparda na svetu.
Območje okoli parka Yala je gostilo več starih civilizacij. V parku sta dva pomembna romarska kraja, Sithulpahuwa in Magul Vihara.
Cunami iz Indijskega oceana leta 2004 je povzročil resno škodo narodnem parku Yala, v bližini je umrlo 250 ljudi. Število obiskovalcev se je po letu 2009 izboljšalo, ko so se izboljšale varnostne razmere.

## Zgodovina
Leta 1560 je španski kartograf Cipriano Sanchez zapisal, da je območje Yala že »300 let opuščeno zaradi nezdravih razmer«.  Predsednik sodišča sir Alexander Johnston je leta 1806 napisal podrobno poročilo o Yali po potovanju od Trincomaleeja do Hambantota. 23. marca 1900 je vlada razglasila Yala in Wilpattu kot rezervata po odloku o gozdovih . Na začetku je obseg rezervata med rekama Menik in Kumbukkan znašal 389 kvadratnih kilometrov. Takrat se še ni imenoval Yala. Družba za zaščito lova (zdaj Društvo za zaščito divjine in narave) je bila ključna pri oblikovanju rezervata. Gozdno območje med Palatupano in rezervatom Yala je bilo razglašeno za lovišče, ki je bilo rezervirano samo za športnike v državi. Za prvega upravitelja parka je bil imenovan Henry Engelbrecht.
1. marca 1938 je Yala postal narodni park, ko je začel veljati zakon o varstvu rastlin in živali na predlog ministra za kmetijstvo D. S. Senanayakeja. Park je sestavljen iz petih območij . Kasneje so bila v park vključena še štiri druga območja. V bližini parka Yala je še šest narodnih parkov in tri zaščitena območja. Med njimi narodni park Kumana, naravni rezervat Yala in naravni parki Kataragama, Katagamuwa in Nimalawa so neprekinjeno povezani s parkom Yala.
| območje                                             | velikost  | Leto vključitve v park |
| --------------------------------------------------- | --------- | ---------------------- |
| območje I                                           | 14.101ha  | 1938                   |
| območje II                                          | 9.931 ha  | 1954                   |
| območje III                                         | 40.775 ha | 1967                   |
| območje IV                                          | 26.418 ha | 1969                   |
| območje V                                           | 6.656 ha  | 1973                   |
| Source: Sri Lanka Wetlands Information and Database |           |                        |

## Geografske značilnosti
Območje parka Yala je večinoma sestavljeno iz metamorfnih kamnin, ki spadajo v predkambrij in je razvrščeno v dve seriji, serijo Vijayan in Highland. Rdečkasto rjava in nizka humusna siva tla prevladujejo med šestimi vrstami tal. Park Yala se nahaja v najnižji uravnavi Šrilanke, ki se razprostira od Trincomaleeja do Hambantota. Topografsko je območje ravna in rahlo valovita ravnina, ki je blizu obale visoka okoli 30 metrov, medtem ko se v notranjosti dvigne do 100-125 metrov. Narodni park se nahaja v suhi polpuščavski podnebni regiji, dež pada pretežno ob severovzhodnem monsunu. Povprečna letna količina padavin se giblje med 500-775 milimetrov, medtem ko se povprečna temperatura v aprilu giblje med 26,4 ° C in 30 ° C. Park Yala je bolj vetroven med jugozahodnim monsunom v primerjavi z vetrom v severovzhodnem monsunu, hitrost vetra je od 23 do 15 kilometrov na uro.
Vode je več po severovzhodnem monsunu. V suhi sezoni postane površinska voda pomemben dejavnik. Površinska vodna telesa se pojavljajo v obliki rek, umetnih jezer, vodnih kotanj, kamnitih bazenov in lagun. Vodne kotanje se pojavljajo na nižje ležečih mestih. Kamniti bazeni so lahko različnih velikosti in vsebujejo vodo skozi celo leto, so zato pomemben vir vode za slone. Za številne vodne ptice in vodne bivole so naravne kotanje idealni habitati. Takšni rezervoarji so v veliki meri koncentrirani na Območju I, ki mu sledi Območje II. V njem so med drugim rezervoarji Maha Seelawa, Buthawa, Uraniya in Pilinnawa. Veliko rek in potokov teče v južni smeri in izvirajo v visokogorju sosednje pokrajine Uva in osrednjega gorovja. Kumbukkan Oya na vzhodu in reka Menik ter njeni pritoki tečejo v zahodnem delu skozi park in so v suhi dobi pomemben vir vode za divje živali. Običajno vodotoki v suhi dobi presahnejo. Te reke in potoki imajo dežni rečni režim odvisen od razporeditve padavin. Kumbukkan Oya odvaja sedemkrat več vode v deževni sezoni kot v suhi sezoni. Na obalni liniji parka se nahajajo številne lagune. Več poti vodi v park Yala iz Kolomba, medtem ko je pot preko Ratnapure in Tissamaharame najkrajša z 270 km.

## Vpliv cunamija leta 2004
Park Yala je ležal na neposredni poti cunamija v Indijskem oceanu leta 2004, kar je vplivalo na Šrilanko 90 minut po njegovem nastanku.  Cunami je povzročil hudo, vendar lokalizirano škodo v parku , pri čemer je bilo ubitih okoli 250 ljudi . Po poročanju je bil val visok 6 metrov. Valovi so prispeli v notranjost samo skozi rečna ustja v obalnih sipinah. Poplave so segale v notranjost od 392 do 1490 metrov. Glavna škoda je nastala na habitatih gozdov in travnikov. Cunami je neposredno prizadel približno 5.000 hektarjev travišč, gozdov in mokrišč. Satelitske slike so pokazale, da je povprečje indeksa normalizirane razlike v vegetaciji od 0,245-0,772 v območju I in II. Po nesreči se je ta vrednost dramatično znižala na 0,2111. Približno 60% površine vzdolž obale se je spremenilo. Škoda je bila največja bliže morju. Analizirali so vzorce gibanja dveh z radijskim oddajnikom označenih slonov. Študija je ugotovila, da je njihovo gibanje v skladu z vedenjem, ki ga spodbujajo neposredni izzivi, ki jih je povzročil cunami, namesto odziva na "šesti čut".

## Rastlinstvo
Narodni park Yala ima različne ekosisteme, vključno vlažne monsunske gozdove, suhe monsunske gozdove, pol listopadne gozdove, trnjasto rastje, travnike, močvirja, morska mokrišča in peščene plaže. Območje pod gozdnim pokrovom je v glavnem v Območju I. ostalo je mešanica grmovnic in travišč (pelessa), vključno z nekaterimi obsežnimi travniki. Območje gozda je omejeno na reko Menik, medtem ko travišča najdemo na morski strani. Drugi habitatni tipi v Območju I. so rezervoarji in vodne kotanje, lagune in mangrove ter obdelovalne površine. Mangrovska vegetacija v laguni Buthuwa je večinoma Rhizophora mucronata, medtem ko sta Avicennia spp. in Aegiceras spp. manj bogati. Rastlinstvo v Območju II. je podobno kot pri prvem. Yalawela, kadar je ustvarjeno riževo polje, predstavlja travišča Pitiya. Mangrove iz Območja II. se nahajajo okoli izliva reke Menik, ki meri do 100 hektarov. Običajne mangrove so Rhizophora mucronata, Sonneratia caseolaris, Avicennia spp. in Aegiceras corniculatum. V tem območju so tudi lagune Pilinnawa, Mahapothana in Pahalapothana. Druge pogoste vrste mangrov so Sonneratia caseolaris, Acanthus ilicifolius, Excoecaria agallocha in Lumnitzera racemosa. V golem pesku najdemo Crinum zeylanicum. 
V Območju III., IV. in V. so gozdovi bolj razširjeni. Drevesne krošnje v glavnem vsebuje rastline Drypetes sepiaria in rastlinske vrste Manilkara hexandra. Travnate površine pitiya so pomembne za pašo živali. Cynodon barberi je običajna trava na teh traviščih, medtem ko v bližini plaže prevladuje Zoysia matrella. Med 300 cvetnimi vrstami so Manilkara heksandra, Drypetes sepiaria, cejlonski saten (Chloroxylon swietenia), Terminalia arjuna, Limonia acidissima, Berrya cordifolia, Randia dumetorum, Pleurostylia opposita, Gymnema sylvestre, zvončasta mimoza (Dichrostachys cinerea), indijski španski bezek (Azadirachta indica), Banjanovec, Salvadora persica, cejlonski hrast Schleichera oleosa, konopljika Vitex pinnata, indijska robida (Syzygium cumini), Gmelina asiatica, Carissa spinarum, Euphorbia antiquorum in Acacia eburnea. Na sezonsko poplavljenih območjih Območja II. se najde divja vrsta riža (Oryza sp.). Glenniea unijuga je endemična rastlinska vrsta, ki se nahaja okoli mokrišč. Zdravilne rastline so Munronia pumila, Salacia reticulata in Asparagus racemosus.

## Živalstvo

### Ptice
Park Yala je eden od 70 pomembnih območij za ptice na Šrilanki.  Od 215 vrst ptic v parku je sedem endemičnih. To so šrilanški sivi kljunorožec (Ocyceros gingalensis), nacionalna ptica šrilanška pegatka (Gallus lafayetii), šrilanški lesni golob (Columba torringtoniae), plezalka Psilopogon rubricapillus, črni čopasti Pycnonotus flaviventris, čebelar Merops philippinus in pevec Pellorneum fuscocapillus. Število različnih vodnih ptic, ki živijo v močvirjih parka Yale je 90, od teh jih je polovica selivk. Vodne ptice (mala žvižjajoča raca (Dendrocygna javanica), raca Spatula querquedula ), kormorani (pritlikavi kormoran, indijski kormoran), velike vodne ptice (siva čaplja, črnokljuni ibis (Threskiornis melanocephalus), žličarka (Platalea leucorodia), štorklja azijski odprtokljun (Anastomus oscitans), poslikana štorklja Mycteria leucocephala), srednje velik močvirnik Tringa spp. In mali močvirnik Charadrius spp. sta med najpogostejšimi vodnimi pticami. Črnovrata štoklja (Ephippiorhynchus asiaticus) in mali marabu (Leptoptilos javanicus) sta med številnimi redkimi pticami, ki jih je mogoče videti v parku. Zabeležena sta bila tudi Rožnati pelikan (selivka) in gnezdilec sivi pelikan (Pelecanus philippensis). Druge vodne ptice v lagunah so mali plamenec (Phoenicoparrus minor), pelikani in redke vrste, kot so vijolična čaplja (Ardea purpurea), nočne čaplje (Nycticorax) in druge čaplje, črni močvirnik (Porphyrio indicus) in orientalski darter (Anhinga melanogaster). Tisoče vodnih ptic se seli v lagune v času severovzhodnega monsuna. To so raca Anas acuta, belokrila čigra (Chlidonias leucopterus ali Chlidonias leucoptera), evrazijski škurh (Numenius arquata), Numenius phaeopus, pobrežniki in Arenaria interpres. Krepki kačji orel (Spilornis cheela ) in beli morski orel (Haliaeetus leucogaster) sta roparja v parku. Gozdne ptice so oranžno-zeleni golob (Treron bicinctus), kljunorožci, razni muharji (tudi indijski rajski muhar Terpsiphone paradisi), azijski plezalci in kobilarji.

### Sesalci
Vključno s šrilanškim slonom, živi v parku 44 vrst sesalcev in ima eno največjih gostot leopardov na svetu.  Ocenjeno je da živi 25 posameznih leopardov v Območju I.  Čreda slonov vsebuje 300-350 osebkov.  Termitski medved (Melursus ursinus, leopard, slon in vodni bivol so vse ogrožene vrste, ki so v parku Yala zaščitene. Čeprav so vodni bivoli avtohtoni prebivalci Šrilanke, večina populacije vsebuje gene domače živine ali pa se je rodila v divji populaciji. Med drugimi sesalci, ki jih lahko vidimo v parku so tudi opice kot je cejlonski makak (Macaca sinica), vitostase opice (Colobinae) in hunaman ali sveti langur (Semnopithecus antellus), zlata cibetovka Paradoxurus zeylonensis, rdeči vitki loris (Loris tardigradus) in ribiška tigrasta mačka. Populacija slonov v parku se sezonsko spreminja. 
Med jeleni sta pogosta šrilanški zambar (Rusa unicolor unicolor) in čital (Axis axis).

### Plazilci
Plazilcev je v parku 47, od katerih jih je šest endemičnih: šrilanški krait (Bungarus ceylonicus), boulengerski luskar Xenochrophis asperrimus, šrilanška leteča kača Chrysopelea taprobanica, agama šrilanški krvoses Calotes ceylonensis, wiegmannova agama (Otocryptis wiegmanni) in bahirjev kuščar (Sitana bahiri).
Obalni pas parka obišče vseh pet zelo ogroženih morskih želv (orjaška usnjača (Dermochelys coriacea), zelenkasta želva (Lepidochelys olivacea), glavata kareta, prava kareta (Eretmochelys imbricata) in orjaška črepaha (Chelonia mydas). V parku živita dve vrsti krokodilov, močvirski krokodil (Crocodylus palustris) in morski krokodil (Crocodylus porosus). Med plazilci sta še indijska kobra (Naja naja) in Russellov gad (Daboia russelii).

### Dvoživke
V parku so zabeležili 18 vrst dvoživk, Bufo atukoralei in Adenomus kelaartii sta endemični.

### Ribe
V vodotokih park Yala najdemo 21 sladkovodnih rib. Ribja populacija v trajnih rezervoarjih vsebuje večinoma eksotično ribo mozambiška tilapia (Oreochromis mossambicus). Garra ceylonensis in Esomus thermoicos sta endemični med drugimi vrstami. Dawkinsia filamentosa, Systomus sarana, Pseudetroplus maculatus, syn. Etroplus maculatus in Lepidocephalichthys thermalis so običajne ribje vrste.

### Nevretenčarji
Raki in kozice so živali v lagunah v parku.
Tu najdemo vrsto vrst metuljev: Graphium sarpedon, Papilio demoleus, Pachliopta hector, Delias eucharis in Papilio polytes so običajne vrste.

## Kulturni pomen
Yala je bil središče preteklih civilizacij. Kralj Ravana, mitski hindujski anti junak, verjamejo, da je svoje kraljestvo ustanovil tukaj z Ravano Kotte, ki je zdaj potopljena v morju. Trgovci so z njim prinesli indoarijansko civilizacijo, saj je bil Yala na njihovi trgovski poti. Veliko število starodavnih rezervoarjev je dokaz bogate hidravlične in kmetijske civilizacije iz 5. stoletja pred našim štetjem. Situlpahuwa, ki je bila dom 12.000 arahantov (dobrih ljudi), se nahaja znotraj območja parka skupaj z Magul Vihara, ki je bilo zgrajeno leta 87 pr. n. št. in Akasa Chaitiya, ki je bilo zgrajeno v 2. stoletju pred našim štetjem. Kmetije so rasle na območju v času kraljestva Ruhuna. Po mnenju Mahavamse je kraljestvo Ruhuna do konca 13. stoletja začelo upadati. V kolonialnem obdobju je Yala postal priljubljen lovski revir. Park letno obišče 400.000 romarjev. 

## Grožnje in varstvo
Glavna grožnja parku je lov, kampiranje, sečnja, poseganje kmetijstva in prosto živeča domača živina. Lovci so ubile že več nadzornikov. Dragulje iščejo vzdolž reke Menik z miniranjem in luknje, ki jih ustvarja rudarjenje segajo do 30 metrov globoko in se lahko vidijo vzdolž Kumbukkan Oya. V območju III. in IV. je resen poseg, saj se pri gojenju riža in požigalništvu zagotovi paša v suhi sezoni in zato trči z mejo para. Veliki nasadi Sonneratia caseolaris se sooča z odmiranjem v estuariju reke Menik. Pridelovanje tobaka, hrup in onesnaževanje zraka zaradi nekontroliranega turizma so druga vprašanja varovanja. Rast invazivnih tujih vrst, kot so Lantana camara, Opuntia dillenii, Chromolaena odorata grozijo domorodnim rastlinam. 
Globoko v gozdu se na očiščenih območjih goji konoplja. Krivolovci v Patanangali lovijo divje živali in jih prodajajo. Želve se ulovijo v ribiške mreže. Postavili so tudi pasti v notranjosti in izkopali želvja gnezda. V odsotnosti ročnega pletja, ki se je izvajalo vse do petdesetih let prejšnjega stoletja, so se neizogibno spremenila notranja travišča v grmičasto džunglo. Turizem je v preteklosti povzročal težave z vozili, ki so motila divje živali. V Sithulpahuwi je problem najhujši, ko ga obišče tisoče romarjev, kar vodi v veliko stopnjo komercializacije. Oddelek za ohranjanje prosto živečih živali je sprejel nekaj varovalnih ukrepov, kot so upravljanje pašnikov, ohranjanje vodnih kotanj in izkoreninjenje invazivnih tujih vrst. Postavljena je bila električna ograja dolga 40 kilometrov, da bi slonom preprečili selitev v bližnje vasi. 

## Turizem
Narodni park Yala je najbolj obiskan park na Šrilanki. V letu 2002 je park obiskalo okoli 156.867 turistov. Tujci, zlasti Evropejci, predstavljajo 30% vseh obiskovalcev.  Območje I. je glavno področje za obiske. Območje III. (glavna vrata na območju Galge, na cesti Buttala-Kataragama) in sosednji park Kumana ali "Yala vzhod" (glavna vrata v Okandi, na vzhodni obali nedaleč od Pottuvila) pa postajajo prav tako priljubljena.
Upoštevaje, da je Situlpahuwa romarsko mesto, geografsko v Območju III., ima nekakšen status "enklave" in je dostopno po ločenih cestah iz Tissa in Kataragame. Večina obiskovalcev pravi, da so razlogi za njihov obisk ogled divjih živali, slon pa je najbolj zaželena žival. Obiskovalci želijo videti medveda, leoparde, ptice. Leta 2000 so prihodki obiskovalcev, vključno s pristojbinami za bivanje, znašali približno 468.629 USD. Zaradi slabših varnostnih pogojev so bili prihodki izgubljeni.  Narodni park Yala je bil dovzeten za teroristične napade. 17. oktobra 2007 je skupina pripadnikov terorističnih tamilskih skupin napadla vojaški oddelek v Thalgasmankadi v parku.  V napadu je bilo ubitih šest vojakov, drugi pa ranjeni v eksploziji mine. 11. julija 2008 so v napadu umrle štiri osebe, v napadu na avtobus z romarji, ki so potovali v Kataragama. Od konca državljanske vojne maja 2009 ni bilo nasilja na območju parka Yala in je popolnoma varen za obiskovalce; to je bil tudi glavni dejavnik pri odpiranju Območja III. in V. za turiste.
Od januarja do junija 2008 je park Yala obiskalo 9.078 lokalnih turistov od tega 7.532 tujcev. V istem obdobju leta 2009 so se prihodi povečali na 18.031 domačinov in 10.439 tujcev. V skladu s tem se je povečal prihodek na 235.000 USD v letu 2009. Obiskovalcem je dovoljeno videti divje živali od 5.30 do 18.30. Zaradi suše je park zaprt za turiste od 1. septembra do 15. oktobra; vendar je bilo v letih 2009 in 2010 zaprtje preskočeno, saj so jezera napolnili z vodno za pitje za živali. Prihodnja strategija o ravnanju v suši še ni jasna.